# Liga de Campeones LEN de waterpolo masculino
La Liga de Campeones de la LEN es la máxima competición europea para clubes masculinos de waterpolo. Es un torneo organizado por la LEN y se disputa desde 1963.
Su denominación ha variado en cuatro ocasiones. Comenzó en su fundación con el nombre de "Copa de Europa" hasta 1996 en el que cambió a "Liga de Campeones". Entre 2003 a 2011, tomó el nombre de "Euroliga" y desde 2011 de nuevo "Liga de Campeones de la LEN".

## Historial[2]
| COPA DE EUROPA     |                             |                                    |                                                 |                          |
| 1963/1964          | Zagreb                      | Partizan Belgrado Yugoslavia       | Dinamo de Moscú Unión Soviética                 | Liga: 1º-10p / 2º-8p     |
| 1964/1965          | Milán                       | Pro Recco · Italia                 | Partizan Belgrado Yugoslavia                    | Liga: 1º-6p / 2º-4p      |
| 1965/1966          | Belgrado, Magdeburgo        | Partizan Belgrado Yugoslavia       | Dinamo Magdeburgo República Democrática Alemana | 5-3, 3-4                 |
| 1966/1967          | Belgrado, Recco, Ginebra    | Partizan Belgrado Yugoslavia       | Pro Recco · Italia                              | 5-3, 1-2, 4-3(Desempate) |
| 1967/1968          | Zagreb, Bucarest            | Mladost Zagreb Yugoslavia          | Dinamo Bucarest · Rumania                       | 4-2, 4-4                 |
| 1968/1969          | Zagreb, Moscú               | Mladost Zagreb Yugoslavia          | Dinamo Moscú Unión Soviética                    | 7-3, 4-4                 |
| 1969/1970          | Zagreb, Recco               | Mladost Zagreb Yugoslavia          | Pro Recco · Italia                              | 5-3, 2-3                 |
| 1970/1971          | Belgrado                    | Partizan Belgrado Yugoslavia       | Mladost Zagreb Yugoslavia                       | Liga: 1º-5p / 2º-5p      |
| 1971/1972          | Hvar                        | Mladost Zagreb Yugoslavia          | Pro Recco · Italia                              | Liga: 1º-6p / 2º-4p      |
| 1972/1973          | Budapest                    | Orvosegyetem SC · Hungría          | Partizan Belgrado Yugoslavia                    | Liga: 1º-4p / 2º-3p      |
| 1973/1974          | Moscú                       | MGU Moscú Unión Soviética          | Orvosegyetem SC · Hungría                       | Liga: 1º-6p / 2º-4p      |
| 1974/1975          | Belgrado                    | Partizan Belgrado Yugoslavia       | Orvosegyetem SC · Hungría                       | Liga: 1º-6p / 2º-4p      |
| 1975/1976          | Amersfoort                  | Partizan Belgrado Yugoslavia       | Vasas Budapest · Hungría                        | Liga: 1º-6p / 2º-4p      |
| 1976/1977          | Moscú                       | CSK VMF Moscú Unión Soviética      | HZ Zian · Países Bajos                          | Liga: 1º-6p / 2º-3p      |
| 1977/1978          | Palermo                     | Circolo Canottieri Napoli · Italia | CSK VMF Moscú Unión Soviética                   | Liga: 1º-5p / 2º-4p      |
| 1978/1979          | Barcelona                   | Orvosegyetem SC · Hungría          | Club Natació Montjuïc · España                  | Liga: 1º-6p / 2º-4p      |
| 1979/1980          | Berlín Occidental           | Vasas Budapest · Hungría           | Partizan Belgrado Yugoslavia                    | Liga: 1º-5p / 2º-4p      |
| 1980/1981          | Dubrovnik                   | Jug Dubrovnik Yugoslavia           | Spandau 04 Alemania Occidental                  | Liga: 1º-4p / 2º-4p      |
| 1981/1982          | Barcelona                   | CN Barcelona · España              | Spandau 04 Alemania Occidental                  | Liga: 1º-6p / 2º-3p      |
| 1982/1983          | Almá Atá, Berlín Occidental | Spandau 04 Alemania Occidental     | Dinamo Alma Ata Unión Soviética                 | 7-10, 10-6               |
| 1983/1984          | Alphen aan den Rijn, Recco  | Pro Recco · Italia                 | AZC Alphen · Países Bajos                       | 8-10, 8-5                |
| 1984/1985          | Moscú, Budapest             | Vasas Budapest · Hungría           | CSK VMF Moscú Unión Soviética                   | 11-11, 10-5              |
| 1985/1986          | Budapest, Berlín Occidental | Spandau 04 Alemania Occidental     | Budapest Vasutas Sport Club · Hungría           | 7-9, 7-4                 |
| 1986/1987          | Berlín Occidental, Moscú    | Spandau 04 Alemania Occidental     | Dinamo de Moscú Unión Soviética                 | 10-5, 7-8                |
| 1987/1988          | Pescara, Berlín Occidental  | Pallanuoto Pescara · Italia        | Spandau 04 Alemania Occidental                  | 12-10, 9-9               |
| 1988/1989          | Berlín Occidental, Sabadell | Spandau 04 Alemania Occidental     | CN Catalunya · España                           | 11-10, 11-11             |
| 1989/1990          | Berlín Occidental, Zagreb   | Mladost Zagreb Yugoslavia          | Spandau 04 Alemania Occidental                  | 9-10, 11-9               |
| 1990/1991          | Zagreb, Nápoles             | Mladost Zagreb Yugoslavia          | Circolo Canottieri Napoli · Italia              | 10-7, 11-10              |
| 1991/1992          | Savona, Split               | Jadran Split · Croacia             | Rari Nantes Savona · Italia                     | 10-12, 11-8              |
| 1992/1993          | Zagreb, Split               | Jadran Split · Croacia             | Mladost Zagreb · Croacia                        | 7-8, 6-4                 |
| 1993/1994          | Újpest, Barcelona           | Újpest TE · Hungría                | CN Catalunya · España                           | 10-6, 11-11              |
| 1994/1995          | Barcelona, Újpest           | CN Catalunya · España              | Újpest TE · Hungría                             | 7-6, 8-7                 |
| 1995/1996          | Újpest, Zagreb              | Mladost Zagreb · Croacia           | Újpest TE · Hungría                             | 7-4, 6-6                 |
| LIGA DE CAMPEONES  |                             |                                    |                                                 |                          |
| 1996/1997          | Nápoles                     | CN Posillipo Napoli · Italia       | Mladost Zagreb · Croacia                        | 10-7                     |
| 1997/1998          | Zagreb                      | CN Posillipo Napoli · Italia       | Pallanuoto Pescara · Italia                     | 8-6                      |
| 1998/1999          | Nápoles                     | POŠK Split · Croacia               | VK Becej NIS Naftagas Yugoslavia                | 8-7                      |
| 1999/2000          | Bečej                       | VK Becej NIS Naftagas Yugoslavia   | Mladost Zagreb · Croacia                        | 11-8                     |
| 2000/2001          | Dubrovnik                   | Jug Dubrovnik · Croacia            | Olympiacos CFP · Grecia                         | 8-7                      |
| 2001/2002          | Budapest                    | Olympiacos CFP · Grecia            | Budapest Honvéd FC · Hungría                    | 9-7                      |
| 2002/2003          | Génova                      | Pro Recco · Italia                 | Budapest Honvéd FC · Hungría                    | 9-4                      |
| EUROLIGA           |                             |                                    |                                                 |                          |
| 2003/2004          | Budapest                    | Budapest Honvéd FC · Hungría       | Jadran Herceg Novi Serbia y Montenegro          | 7-6                      |
| 2004/2005          | Nápoles                     | CN Posillipo Napoli · Italia       | Budapest Honvéd FC · Hungría                    | 9-8                      |
| 2005/2006          | Dubrovnik                   | Jug Dubrovnik · Croacia            | Pro Recco · Italia                              | 9-7                      |
| 2006/2007          | Milán                       | Pro Recco · Italia                 | Jug Dubrovnik · Croacia                         | 9-8                      |
| 2007/2008          | Barcelona                   | Pro Recco · Italia                 | Jug Dubrovnik · Croacia                         | 13-12                    |
| 2008/2009          | Rijeka                      | Primorac Kotor · Montenegro        | Pro Recco · Italia                              | 8-7                      |
| 2009/2010          | Nápoles                     | Pro Recco · Italia                 | Primorac Kotor · Montenegro                     | 9-3                      |
| 2010/2011          | Roma                        | Partizan Belgrado Serbia           | Pro Recco · Italia                              | 11-7                     |
| LIGA CAMPEONES LEN |                             |                                    |                                                 |                          |
| 2011/2012          | Oradea                      | Pro Recco · Italia                 | Primorje Rijeka · Croacia                       | 11-8                     |
| 2012/2013          | Belgrado                    | Estrella Roja Belgrado Serbia      | Jug Dubrovnik · Croacia                         | 8-7                      |
| 2013/2014          | Barcelona                   | CN Atlètic Barceloneta · España    | VK Radnicki Serbia                              | 7-6                      |
| 2014/2015          | Barcelona                   | Pro Recco · Italia                 | Primorje Rijeka · Croacia                       | 8-7                      |
| 2015/2016          | Budapest                    | Jug Dubrovnik · Croacia            | Olympiacos CFP · Grecia                         | 6-4                      |
| 2016/2017          | Budapest                    | Szolnok SC · Hungría               | Jug Dubrovnik · Croacia                         | 10-5                     |
| 2017/2018          | Génova                      | Olympiacos CFP · Grecia            | Pro Recco · Italia                              | 9-7                      |
| 2018/2019          | Hannover                    | Ferencvárosi TC · Hungría          | Olympiacos CFP · Grecia                         | 14-13                    |
| 2020/2021          | Belgrado                    | Pro Recco · Italia                 | Ferencvárosi TC · Hungría                       | 9-6                      |
| 2021/2022          | Belgrado                    | Pro Recco · Italia                 | VK Novi Beograd Serbia                          | 13-13 (4-3 p.)           |
| 2022/2023          | Belgrado                    | Pro Recco · Italia                 | VK Novi Beograd Serbia                          | 14-11                    |
| 2023/2024          | La Valeta                   | Ferencvárosi TC · Hungría          | Pro Recco · Italia                              | 12-11                    |
| 2024/2025          | La Valeta                   | Ferencvárosi TC · Hungría          | VK Novi Beograd Serbia                          | 13-11                    |

## Palmarés por equipos
- Hasta la edición 2024-2025 incluida

| Pos. | Equipo                             | Núm. | Año                                                              |
| ---- | ---------------------------------- | ---- | ---------------------------------------------------------------- |
| 1    | Pro Recco · Italia                 | 11   | 1965, 1984, 2003, 2007, 2008, 2010, 2012, 2015, 2021, 2022, 2023 |
| 2    | Partizan Belgrado Serbia           | 7    | 1964, 1966, 1967, 1971, 1975, 1976, 2011                         |
| 2    | Mladost Zagreb · Croacia           | 7    | 1968, 1969, 1970, 1972, 1990, 1991, 1996                         |
| 4    | Spandau 04 · Alemania              | 4    | 1983, 1986, 1987, 1989                                           |
| 4    | Jug Dubrovnik · Croacia            | 4    | 1981, 2001, 2006, 2016                                           |
| 6    | Circolo Nautico Posillipo · Italia | 3    | 1997, 1998, 2005                                                 |
| 6    | Ferencvárosi TC · Hungría          | 3    | 2019, 2024, 2025                                                 |
| 8    | Vasas Budapest · Hungría           | 2    | 1980, 1985                                                       |
| 8    | Orvosegyetem SC · Hungría          | 2    | 1973, 1979                                                       |
| 8    | Jadran Split · Croacia             | 2    | 1992, 1993                                                       |
| 8    | Olympiacos CFP · Grecia            | 2    | 2002, 2018                                                       |
| 12   | POŠK Split · Croacia               | 1    | 1999                                                             |
| 12   | Pallanuoto Pescara · Italia        | 1    | 1988                                                             |
| 12   | CSK VMF Moscú · Rusia              | 1    | 1977                                                             |
| 12   | CN Catalunya · España              | 1    | 1995                                                             |
| 12   | MGU Moscú · Rusia                  | 1    | 1974                                                             |
| 12   | Újpest TE · Hungría                | 1    | 1994                                                             |
| 12   | CN Barcelona · España              | 1    | 1982                                                             |
| 12   | Budapest Honvéd FC · Hungría       | 1    | 2004                                                             |
| 12   | Circolo Canottieri Napoli · Italia | 1    | 1978                                                             |
| 12   | VK Becej NIS Naftagas Serbia       | 1    | 2000                                                             |
| 12   | Primorac Kotor · Montenegro        | 1    | 2009                                                             |
| 12   | Estrella Roja Belgrado Serbia      | 1    | 2013                                                             |
| 12   | CN Atlètic Barceloneta · España    | 1    | 2014                                                             |
| 12   | Szolnoki Vízilabda SC · Hungría    | 1    | 2017                                                             |

## Palmarés por naciones
- Hasta la edición 2024-25 incluida.

| Pos. | Nación                        | Campeón | Finalista | Tot. finales |
| ---- | ----------------------------- | ------- | --------- | ------------ |
| 1    | Italia                        | 16      | 11        | 27           |
| 2    | Yugoslavia                    | 15      | 5         | 20           |
| 3    | Hungría                       | 10      | 10        | 20           |
| 4    | Croacia                       | 7       | 9         | 16           |
| 5    | Alemania Occidental           | 4       | 4         | 8            |
| 6    | España                        | 3       | 3         | 6            |
| 7    | Unión Soviética               | 2       | 6         | 8            |
| 8    | Serbia                        | 2       | 4         | 6            |
| 9    | Grecia                        | 2       | 3         | 5            |
| 10   | Montenegro                    | 1       | 1         | 2            |
| 11   | Países Bajos                  | 0       | 2         | 2            |
| 12   | República Democrática Alemana | 0       | 1         | 1            |
| 12   | Serbia y Montenegro           | 0       | 1         | 1            |
| 12   | Rumania                       | 0       | 1         | 1            |